# Municipio de Lura (Minnesota)
El municipio de Lura (en inglés: Lura Township) es un municipio ubicado en el condado de Faribault en el estado estadounidense de Minnesota. En el año 2010 tenía una población de 163 habitantes y una densidad poblacional de 1,79 personas por km².

## Geografía
El municipio de Lura se encuentra ubicado en las coordenadas 43°48′27″N 93°56′55″O / 43.80750, -93.94861. Según la Oficina del Censo de los Estados Unidos, el municipio tiene una superficie total de 91.18 km², de la cual 91,16 km² corresponden a tierra firme y (0,02 %) 0,02 km² es agua.

## Demografía
Según el censo de 2010, había 163 personas residiendo en el municipio de Lura. La densidad de población era de 1,79 hab./km². De los 163 habitantes, el municipio de Lura estaba compuesto por el 97,55 % blancos, el 0,61 % eran afroamericanos, el 1,23 % eran de otras razas y el 0,61 % eran de una mezcla de razas. Del total de la población el 1,23 % eran hispanos o latinos de cualquier raza.